# 萨克森历史

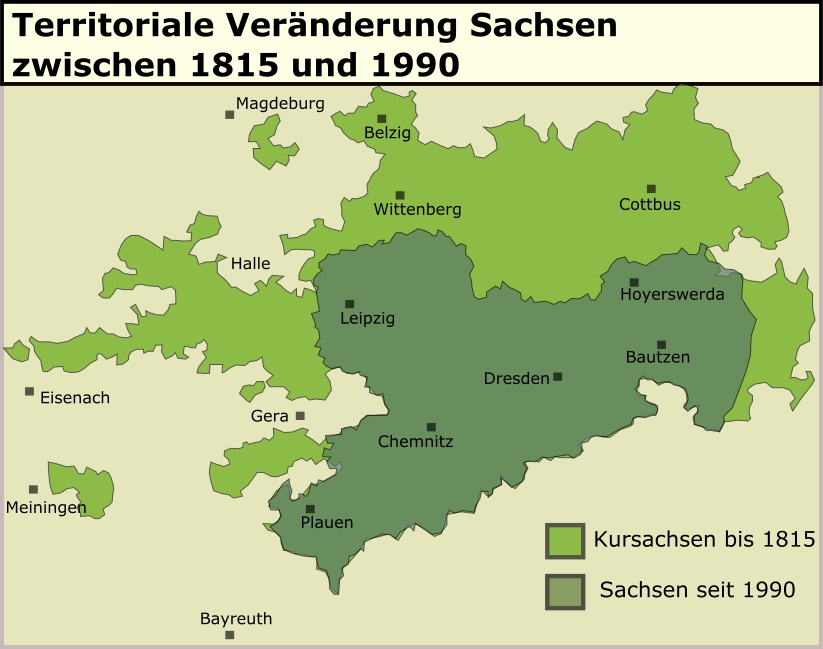
1815至今的萨克森边界变化

薩克森的歷史始於一個生活在北海易北河和艾德河之間、現在的荷爾斯泰因的小部落。這個部落的名字，萨克森（撒克遜）人（拉丁語：Saxones），最早是由古希臘博学家托勒密提到的。撒克遜人的名字來源於Seax，一種被部落用作武器的刀。
在3世紀和4世紀，德意志地区居住著由阿勒曼尼人、巴伐利亞人、圖林根人、法蘭克人、弗里西人和撒克遜人組成的大部落聯盟。這些以自己流行的部落政府形式取代了許多小部落。除撒克遜人外，所有這些聯邦都由國王統治。相比之下，撒克遜人被劃分為多個獨立機構，隸屬於不同的酋長。在戰爭時期，這些酋長抽籤選出一位領袖，其他酋長跟隨他直到戰爭結束。
在3世紀和4世紀，撒克遜人勝利地向西進發，他們的名字被賦予了向西延伸到羅馬帝國之前邊界的地区，幾乎覆盖了从萊茵河到多瑙河之间的全部区域。只有萊茵河右岸的一小塊土地归属法蘭克部落。撒克遜人向南推進到哈茨山脈和艾希斯費爾德，在隨後的幾個世紀裡，他們吞併了圖林根的大部分地區。在東部，他們的勢力起初延伸到易北河和薩勒河。在後來的幾個世紀裡，它延伸得更遠。除了弗里斯蘭人保留的威悉河以西的部分外，北海的整個海岸都屬於撒克遜人。
萨克森作为部落公国时期是德国数一数二的大国，曾诞生了神圣罗马帝国的开国君主奥托大帝，其所属王朝也被称为萨克森王朝。今日萨克森地区分属萨克森州、萨克森-安哈尔特州和下萨克森州管辖。